# Box Office Mojo
Box Office Mojo ist eine US-amerikanische Website, die über Einspielergebnisse von Kinofilmen berichtet.

## Geschichte
Die englischsprachige Internetseite wurde 1998 von Brandon Gray gegründet und prognostiziert die Top 10 der erfolgreichsten Filme in den USA für das kommende Wochenende. Sean Saulsbury wurde ab 2002 dessen Partner und gemeinsam bauten sie die Seite aus, so dass die Seite monatlich bis zu 2 Millionen Besucher hat. 2003 wurde ein Abonnementmodell eingeführt (Premier Pass), um bestimmte Daten und Funktionen auf Abonnenten zu beschränken. Das Abo machte, laut Saulsbury, 2008 rund 20 % der Einnahmen aus, der Rest stammte aus Werbeeinnahmen. Im Juli 2008 wurde Box Office Mojo von Internet Movie Database, einer Tochterfirma von Amazon.com, gekauft. Daraufhin wurden Spiele, wie etwa Fantasy Box Office und Create A Year of Movies, aus finanziellen Gründen eingestellt. Das Forum mit über 15.000 Nutzern wurde am 2. November 2011 offiziell geschlossen. Seitdem werden alle registrierten Nutzer zur Internet Movie Database umgeleitet.

## Funktionsprinzip
Box Office Mojo sammelt die wöchentlichen Einspielergebnisse aus 50 Ländern und verfügt über die historischen Einspielergebnisse aus 53 Ländern. Für vereinzelte Filme liegen Einspielergebnisse von bis zu 107 Ländern vor. Mit diesen Daten werden Statistiken und Tabellen zusammengestellt, wobei die gemeinsamen Daten aus den USA und Kanada (‚Domestic‘) separat von den Einspielergebnissen der restlichen Welt (‚Foreign‘) angegeben werden.
Die von Box Office Mojo angegebenen Zahlen sind Brutto-Einnahmen, also die von den Kinogängern an den Kassen bezahlten Summen und enthalten also neben den Einnahmen für den Filmverleih auch die des Kinobetreibers und Steuern. Box Office Mojo macht keine Angaben, woher die Zahlen genau stammen. Vermutlich werden sie von den Kinobetreibern elektronisch an Box Office Mojo übermittelt, wobei etwa viele kleinere Kinos nicht erfasst werden dürften.